# Gran Premio di superbike di Montmelò 2024
Il Gran Premio di superbike di Montmelò 2024 è stato la seconda prova del mondiale superbike e del campionato mondiale Supersport. In questo fine settimana inizia l'edizione 2024 del campionato mondiale Supersport 300. 

## Panoramica delle gare
Gara uno di Superbike va al turco Toprak Razgatlıoğlu su BMW che riporta così al successo in gara lunga la casa bavarese, successo che mancava dal Gran Premio di Germania del 2013. Razgatlıoğlu si conferma nella Superpole Race, mentre gara due vede il ritorno al successo del campione in carica Álvaro Bautista. Grazie a due secondi posti nelle gare lunghe, l'esordiente Nicolò Bulega chiude il fine settimana portandosi al comando della classifica mondiale.
Nel mondiale Supersport gara uno vede il primo successo di Adrián Huertas (Aruba Ducati), dopo aver ottenuto la seconda pole position da inizio stagione. Stefano Manzi vince gara due, con ripartenza dopo una bandiera rossa, scalando diverse posizioni in classifica. Yari Montella, grazie a due piazzamenti ai piedi del podio, conserva il primato in classifica conquistato col doppio successo in Australia. L'edizione 2024 del mondiale Supersport 300 si apre col successo del campione in carica Jeffrey Buis che, in questo frangente, ottiene sua la prima vittoria con KTM. Gara due invece va allo spagnolo Iñigo Iglesias su Kawasaki. Fine settimana importante per la casa motociclistica cinese Kove che conquista la prima pole ed il primo podio in un campionato mondiale con Julio García.

## Superbike gara 1

### Arrivati al traguardo
| Pos. | Nº | Pilota                | Squadra                   | Motocicletta        | Giri | Tempo     | Griglia | Punti |
| ---- | -- | --------------------- | ------------------------- | ------------------- | ---- | --------- | ------- | ----- |
| 1º   | 54 | Toprak Razgatlıoğlu   | Rokit BMW Motorrad        | BMW M1000 RR        | 20   | 34'19.317 | 1º      | 25    |
| 2º   | 11 | Nicolò Bulega         | Aruba.it Racing - Ducati  | Ducati Panigale V4R | 20   | +0.868    | 2º      | 20    |
| 3º   | 1  | Álvaro Bautista       | Aruba.it Racing - Ducati  | Ducati Panigale V4R | 20   | +5.338    | 14º     | 16    |
| 4º   | 29 | Andrea Iannone        | Team GoEleven             | Ducati Panigale V4R | 20   | +8.543    | 3º      | 13    |
| 5º   | 55 | Andrea Locatelli      | Pata Yamaha Prometeon     | Yamaha YZF R1       | 20   | +9.818    | 9º      | 11    |
| 6º   | 22 | Alex Lowes            | Kawasaki Racing           | Kawasaki ZX-10RR    | 20   | +11.190   | 7º      | 10    |
| 7º   | 9  | Danilo Petrucci       | Barni Spark Racing        | Ducati Panigale V4R | 20   | +12.020   | 10º     | 9     |
| 8º   | 77 | Dominique Aegerter    | GYTR GRT Yamaha           | Yamaha YZF R1       | 20   | +12.329   | 6º      | 8     |
| 9º   | 60 | Michael van der Mark  | Rokit BMW Motorrad        | BMW M1000 RR        | 20   | +16.677   | 4º      | 7     |
| 10º  | 47 | Axel Bassani          | Kawasaki Racing           | Kawasaki ZX-10RR    | 20   | +17.144   | 15º     | 6     |
| 11º  | 21 | Michael Ruben Rinaldi | Team Motocorsa Racing     | Ducati Panigale V4R | 20   | +18.895   | 16º     | 5     |
| 12º  | 31 | Garrett Gerloff       | Bonovo Action BMW         | BMW M1000 RR        | 20   | +19.447   | 13º     | 4     |
| 13º  | 7  | Iker Lecuona          | Team HRC                  | Honda CBR1000 RR-R  | 20   | +22.194   | 17º     | 3     |
| 14º  | 97 | Xavi Vierge           | Team HRC                  | Honda CBR1000 RR-R  | 20   | +22.233   | 18º     | 2     |
| 15º  | 87 | Remy Gardner          | GYTR GRT Yamaha           | Yamaha YZF R1       | 20   | +32.087   | 8º      | 1     |
| 16º  | 95 | Tarran Mackenzie      | Petronas MIE Racing Honda | Honda CBR1000 RR-R  | 20   | +34.181   | 22º     |       |
| 17º  | 45 | Scott Redding         | Bonovo Action BMW         | BMW M1000 RR        | 20   | +37.540   | 11º     |       |
| 18º  | 28 | Bradley Ray           | Yamaha Motoxracing        | Yamaha YZF R1       | 20   | +38.241   | 21º     |       |
| 19º  | 5  | Philipp Öttl          | GMT94 Yamaha              | Yamaha YZF R1       | 20   | +38.752   | 19º     |       |
| 20º  | 22 | Adam Norrodin         | Petronas MIE Racing Honda | Honda CBR1000 RR-R  | 20   | +59.422   | 23º     |       |
| 21º  | 53 | Esteve Rabat          | Kawasaki Puccetti Racing  | Kawasaki ZX-10RR    | 19   | +1 giro   | 20º     |       |

### Ritirati
| Nº | Pilota       | Squadra                  | Motocicletta        | Giri | Griglia |
| -- | ------------ | ------------------------ | ------------------- | ---- | ------- |
| 14 | Sam Lowes    | ELF Marc VDS Racing Team | Ducati Panigale V4R | 4    | 5º      |
| 65 | Jonathan Rea | Pata Yamaha Prometeon    | Yamaha YZF R1       | 1    | 12º     |

## Superbike gara Superpole

### Arrivati al traguardo
| Pos. | Nº | Pilota                | Squadra                   | Motocicletta        | Giri | Tempo     | Griglia | Punti |
| ---- | -- | --------------------- | ------------------------- | ------------------- | ---- | --------- | ------- | ----- |
| 1º   | 54 | Toprak Razgatlıoğlu   | Rokit BMW Motorrad        | BMW M1000 RR        | 10   | 16'58.029 | 1º      | 12    |
| 2º   | 29 | Andrea Iannone        | Team GoEleven             | Ducati Panigale V4R | 10   | +0.075    | 3º      | 9     |
| 3º   | 1  | Álvaro Bautista       | Aruba.it Racing - Ducati  | Ducati Panigale V4R | 10   | +5.338    | 11º     | 7     |
| 4º   | 11 | Nicolò Bulega         | Aruba.it Racing - Ducati  | Ducati Panigale V4R | 10   | +0.411    | 2º      | 6     |
| 5º   | 22 | Alex Lowes            | Kawasaki Racing           | Kawasaki ZX-10RR    | 10   | +1.611    | 7º      | 5     |
| 6º   | 60 | Michael van der Mark  | Rokit BMW Motorrad        | BMW M1000 RR        | 10   | +2.634    | 4º      | 4     |
| 7º   | 9  | Danilo Petrucci       | Barni Spark Racing        | Ducati Panigale V4R | 10   | +4.249    | 10º     | 3     |
| 8º   | 55 | Andrea Locatelli      | Pata Yamaha Prometeon     | Yamaha YZF R1       | 10   | +4.354    | 9º      | 2     |
| 9º   | 87 | Remy Gardner          | GYTR GRT Yamaha           | Yamaha YZF R1       | 10   | +5.196    | 8º      | 1     |
| 10º  | 77 | Dominique Aegerter    | GYTR GRT Yamaha           | Yamaha YZF R1       | 10   | +5.269    | 6º      |       |
| 11º  | 14 | Sam Lowes             | ELF Marc VDS Racing Team  | Ducati Panigale V4R | 10   | +6.831    | 5º      |       |
| 12º  | 45 | Scott Redding         | Bonovo Action BMW         | BMW M1000 RR        | 10   | +7.338    | 12º     |       |
| 13º  | 65 | Jonathan Rea          | Pata Yamaha Prometeon     | Yamaha YZF R1       | 10   | +7.435    | 13º     |       |
| 14º  | 47 | Axel Bassani          | Kawasaki Racing           | Kawasaki ZX-10RR    | 10   | +7.891    | 15º     |       |
| 15º  | 97 | Xavi Vierge           | Team HRC                  | Honda CBR1000 RR-R  | 10   | +10.288   | 18º     |       |
| 16º  | 53 | Esteve Rabat          | Kawasaki Puccetti Racing  | Kawasaki ZX-10RR    | 10   | +11.060   | 20º     |       |
| 17º  | 31 | Garrett Gerloff       | Bonovo Action BMW         | BMW M1000 RR        | 10   | +11.864   | 14º     |       |
| 18º  | 21 | Michael Ruben Rinaldi | Team Motocorsa Racing     | Ducati Panigale V4R | 10   | +11.937   | 16º     |       |
| 19º  | 5  | Philipp Öttl          | GMT94 Yamaha              | Yamaha YZF R1       | 10   | +15.125   | 20º     |       |
| 20º  | 95 | Tarran Mackenzie      | Petronas MIE Racing Honda | Honda CBR1000 RR-R  | 10   | +16.300   | 22º     |       |
| 21º  | 7  | Iker Lecuona          | Team HRC                  | Honda CBR1000 RR-R  | 10   | +16.901   | 18º     |       |
| 22º  | 28 | Bradley Ray           | Yamaha Motoxracing        | Yamaha YZF R1       | 10   | +19.389   | 21º     |       |

### Ritirati
| Nº | Pilota        | Squadra                   | Motocicletta       | Giri | Griglia |
| -- | ------------- | ------------------------- | ------------------ | ---- | ------- |
| 22 | Adam Norrodin | Petronas MIE Racing Honda | Honda CBR1000 RR-R | 9    | 23º     |

## Superbike gara 2

### Arrivati al traguardo
| Pos. | Nº | Pilota               | Squadra                   | Motocicletta        | Giri | Tempo     | Griglia | Punti |
| ---- | -- | -------------------- | ------------------------- | ------------------- | ---- | --------- | ------- | ----- |
| 1º   | 1  | Álvaro Bautista      | Aruba.it Racing - Ducati  | Ducati Panigale V4R | 20   | 34'12.160 | 3º      | 25    |
| 2º   | 11 | Nicolò Bulega        | Aruba.it Racing - Ducati  | Ducati Panigale V4R | 20   | +2.041    | 4º      | 20    |
| 3º   | 54 | Toprak Razgatlıoğlu  | Rokit BMW Motorrad        | BMW M1000 RR        | 20   | +7.005    | 1º      | 16    |
| 4º   | 60 | Michael van der Mark | Rokit BMW Motorrad        | BMW M1000 RR        | 20   | +12.452   | 6º      | 13    |
| 5º   | 9  | Danilo Petrucci      | Barni Spark Racing        | Ducati Panigale V4R | 20   | +15.076   | 7º      | 11    |
| 6º   | 22 | Alex Lowes           | Kawasaki Racing           | Kawasaki ZX-10RR    | 20   | +15.285   | 5º      | 10    |
| 7º   | 87 | Remy Gardner         | GYTR GRT Yamaha           | Yamaha YZF R1       | 20   | +16.000   | 9º      | 9     |
| 8º   | 65 | Jonathan Rea         | Pata Yamaha Prometeon     | Yamaha YZF R1       | 20   | +16.963   | 13º     | 8     |
| 9º   | 77 | Dominique Aegerter   | GYTR GRT Yamaha           | Yamaha YZF R1       | 20   | +19.849   | 11º     | 7     |
| 10º  | 31 | Garrett Gerloff      | Bonovo Action BMW         | BMW M1000 RR        | 20   | +21.644   | 14º     | 6     |
| 11º  | 45 | Scott Redding        | Bonovo Action BMW         | BMW M1000 RR        | 20   | +22.108   | 12º     | 5     |
| 12º  | 14 | Sam Lowes            | ELF Marc VDS Racing Team  | Ducati Panigale V4R | 20   | +24.985   | 10º     | 4     |
| 13º  | 55 | Andrea Locatelli     | Pata Yamaha Prometeon     | Yamaha YZF R1       | 20   | +26.329   | 8º      | 3     |
| 14º  | 97 | Xavi Vierge          | Team HRC                  | Honda CBR1000 RR-R  | 20   | +26.452   | 19º     | 2     |
| 15º  | 53 | Esteve Rabat         | Kawasaki Puccetti Racing  | Kawasaki ZX-10RR    | 20   | +34.445   | 17º     | 1     |
| 16º  | 5  | Philipp Öttl         | GMT94 Yamaha              | Yamaha YZF R1       | 20   | +36.552   | 20º     |       |
| 17º  | 95 | Tarran Mackenzie     | Petronas MIE Racing Honda | Honda CBR1000 RR-R  | 20   | +46.934   | 22º     |       |
| 18º  | 22 | Adam Norrodin        | Petronas MIE Racing Honda | Honda CBR1000 RR-R  | 20   | +1'07.842 | 23º     |       |

### Ritirati
| Nº | Pilota                | Squadra               | Motocicletta        | Giri | Griglia |
| -- | --------------------- | --------------------- | ------------------- | ---- | ------- |
| 29 | Andrea Iannone        | Team GoEleven         | Ducati Panigale V4R | 12   | 2º      |
| 7  | Iker Lecuona          | Team HRC              | Honda CBR1000 RR-R  | 2    | 18º     |
| 28 | Bradley Ray           | Yamaha Motoxracing    | Yamaha YZF R1       | 2    | 21º     |
| 47 | Axel Bassani          | Kawasaki Racing       | Kawasaki ZX-10RR    | 2    | 15º     |
| 21 | Michael Ruben Rinaldi | Team Motocorsa Racing | Ducati Panigale V4R | 0    | 16º     |

## Supersport gara 1

### Arrivati al traguardo
| Pos. | Nº | Pilota              | Squadra                          | Motocicletta                 | Giri | Tempo     | Griglia | Punti |
| ---- | -- | ------------------- | -------------------------------- | ---------------------------- | ---- | --------- | ------- | ----- |
| 1º   | 99 | Adrián Huertas      | Aruba.it Racing - Ducati         | Ducati Panigale V2           | 18   | 31'47.366 | 1º      | 25    |
| 2º   | 62 | Stefano Manzi       | Ten Kate Racing Yamaha           | Yamaha YZF R6                | 18   | +1.277    | 3º      | 20    |
| 3º   | 23 | Marcel Schrötter    | MV Agusta Reparto Corse          | MV Agusta F3 800 RR          | 18   | +5.840    | 8º      | 16    |
| 4º   | 55 | Yari Montella       | Barni Spark Racing               | Ducati Panigale V2           | 18   | +8.653    | 5º      | 13    |
| 5º   | 53 | Valentin Debise     | Evan Bros. Yamaha                | Yamaha YZF R6                | 18   | +9.798    | 6º      | 11    |
| 6º   | 64 | Federico Caricasulo | Motozoo ME AIR Racing            | MV Agusta F3 800 RR          | 18   | +10.855   | 10º     | 10    |
| 7º   | 9  | Jorge Navarro       | WRP-RT Motorsport by SKM-Triumph | Triumph Street Triple RS 765 | 18   | +11.381   | 9º      | 9     |
| 8º   | 61 | Can Öncü            | Kawasaki Puccetti Racing         | Kawasaki ZX-6R               | 18   | +16.473   | 2º      | 8     |
| 9º   | 5  | Niccolò Antonelli   | Ecosantagata Althea Racing       | Ducati Panigale V2           | 18   | +16.892   | 7º      | 7     |
| 10º  | 54 | Bahattin Sofuoğlu   | MV Agusta Reparto Corse          | MV Agusta F3 800 RR          | 18   | +21.255   | 19º     | 6     |
| 11º  | 72 | Yeray Ruiz          | VFT Racing Yamaha                | Yamaha YZF R6                | 18   | +21.312   | 30º     | 5     |
| 12º  | 17 | John McPhee         | WRP-RT Motorsport by SKM-Triumph | Triumph Street Triple RS 765 | 18   | +21.417   | 12º     | 4     |
| 13º  | 69 | Tom Booth-Amos      | PTR Triumph                      | Triumph Street Triple RS 765 | 18   | +23.477   | 11º     | 3     |
| 14º  | 28 | Glenn van Straalen  | Ten Kate Racing Yamaha           | Yamaha YZF R6                | 18   | +23.643   | 21º     | 2     |
| 15º  | 48 | Lorenzo Dalla Porta | Altogo Racing Team               | Yamaha YZF R6                | 18   | +23.809   | 22º     | 1     |
| 16º  | 66 | Niki Tuuli          | EAB Racing Team                  | Ducati Panigale V2           | 18   | +27.470   | 16º     |       |
| 17º  | 74 | Piotr Biesiekirski  | Ecosantagata Althea Racing       | Ducati Panigale V2           | 18   | +27.665   | 20º     |       |
| 18º  | 68 | Luke Power          | Motozoo ME AIR Racing            | MV Agusta F3 800 RR          | 18   | +28.208   | 31º     |       |
| 19º  | 25 | Marcel Brenner      | VIAMO Racing by MTM              | Kawasaki ZX-6R               | 18   | +32.213   | 15º     |       |
| 20º  | 40 | Simone Corsi        | Renzi Corse                      | Ducati Panigale V2           | 18   | +32.578   | 27º     |       |
| 21º  | 32 | Oliver Bayliss      | D34G Racing                      | Ducati Panigale V2           | 18   | +33.268   | 17º     |       |
| 22º  | 50 | Ondřej Vostatek     | PTR Triumph                      | Triumph Street Triple RS 765 | 18   | +37.585   | 24º     |       |
| 23º  | 51 | Anupab Sarmoon      | Yamaha Thailand Racing           | Yamaha YZF R6                | 18   | +38.109   | 23º     |       |
| 24º  | 78 | Hikari Ōkubo        | Vince64 by Puccetti Racing       | Kawasaki ZX-6R               | 18   | +38.427   | 24º     |       |
| 25º  | 27 | Kaito Toba          | Petronas MIE Racing Honda        | Honda CBR600RR               | 18   | +38.943   | 26º     |       |
| 26º  | 7  | Lorenzo Baldassarri | Orelac Racing Verdnatura         | Ducati Panigale V2           | 18   | +48.338   | 18º     |       |
| 27º  | 19 | Gabriele Giannini   | Taam ProDina Kawasaki            | Kawasaki ZX-6R               | 18   | +49.196   | 28º     |       |
| 28º  | 89 | Khairul Idham Pawi  | Petronas MIE Racing Honda        | Honda CBR600RR               | 18   | +56.268   | 29º     |       |
| 29º  | 15 | Eugene McManus      | Rokit Haslam Racing              | Ducati Panigale V2           | 18   | +57.804   | 33º     |       |
| 30º  | 39 | Krittapat Keankum   | Yamaha Thailand Racing           | Yamaha YZF R6                | 18   | +1'06.222 | 32º     |       |

### Ritirati
| Nº | Pilota           | Squadra                  | Motocicletta        | Giri | Griglia |
| -- | ---------------- | ------------------------ | ------------------- | ---- | ------- |
| 94 | Lucas Mahias     | GMT94 Yamaha             | Yamaha YZF R6       | 12   | 4º      |
| 71 | Tom Edwards      | D34G Racing              | Ducati Panigale V2  | 12   | 13º     |
| 22 | Federico Fuligni | Orelac Verdnatura Racing | Ducati Panigale V2  | 11   | 14º     |
| 3  | Raffaele De Rosa | QJ Motor Factory Racing  | QJ Motor SRK 800 RR | 9    | 34º     |

## Supersport gara 2
Gara due della Supersport è stata interrotta, con esposizione della bandiera rossa, a causa di un grave incidente accorso al pilota Piotr Biesiekirski. Alla ripartenza, una gara breve della durata complessiva di sei giri, i piloti si sono schierati sulla griglia di partenza in base alla classifica parziale stilata al termine della prima frazione di gara. 

### Arrivati al traguardo
| Pos. | Nº | Pilota              | Squadra                          | Motocicletta                 | Giri | Tempo     | Griglia | Punti |
| ---- | -- | ------------------- | -------------------------------- | ---------------------------- | ---- | --------- | ------- | ----- |
| 1º   | 62 | Stefano Manzi       | Ten Kate Racing Yamaha           | Yamaha YZF R6                | 6    | 10'32.356 | 5º      | 25    |
| 2º   | 23 | Marcel Schrötter    | MV Agusta Reparto Corse          | MV Agusta F3 800 RR          | 6    | +0.086    | 3º      | 20    |
| 3º   | 94 | Lucas Mahias        | GMT94 Yamaha                     | Yamaha YZF R6                | 6    | +0.201    | 2º      | 16    |
| 4º   | 55 | Yari Montella       | Barni Spark Racing               | Ducati Panigale V2           | 6    | +0.681    | 4º      | 13    |
| 5º   | 53 | Valentin Debise     | Evan Bros. Yamaha                | Yamaha YZF R6                | 6    | +0.714    | 6º      | 11    |
| 6º   | 54 | Bahattin Sofuoğlu   | MV Agusta Reparto Corse          | MV Agusta F3 800 RR          | 6    | +1.279    | 10º     | 10    |
| 7º   | 9  | Jorge Navarro       | WRP-RT Motorsport by SKM-Triumph | Triumph Street Triple RS 765 | 6    | +1.483    | 8º      | 9     |
| 8º   | 64 | Federico Caricasulo | Motozoo ME AIR Racing            | MV Agusta F3 800 RR          | 6    | +3.225    | 15º     | 8     |
| 9º   | 61 | Can Öncü            | Kawasaki Puccetti Racing         | Kawasaki ZX-6R               | 6    | +3.229    | 7º      | 7     |
| 10º  | 28 | Glenn van Straalen  | Ten Kate Racing Yamaha           | Yamaha YZF R6                | 6    | +4.708    | 17º     | 6     |
| 11º  | 32 | Oliver Bayliss      | D34G Racing                      | Ducati Panigale V2           | 6    | +8.786    | 24º     | 5     |
| 12º  | 71 | Tom Edwards         | D34G Racing                      | Ducati Panigale V2           | 6    | +8.852    | 13º     | 4     |
| 13º  | 72 | Yeray Ruiz          | VFT Racing Yamaha                | Yamaha YZF R6                | 6    | +8.908    | 18º     | 3     |
| 14º  | 48 | Lorenzo Dalla Porta | Altogo Racing Team               | Yamaha YZF R6                | 6    | +9.095    | 20º     | 2     |
| 15º  | 69 | Tom Booth-Amos      | PTR Triumph                      | Triumph Street Triple RS 765 | 6    | +9.538    | 9º      | 1     |
| 16º  | 7  | Lorenzo Baldassarri | Orelac Racing Verdnatura         | Ducati Panigale V2           | 6    | +9.655    | 16º     |       |
| 17º  | 17 | John McPhee         | WRP-RT Motorsport by SKM-Triumph | Triumph Street Triple RS 765 | 6    | +9.709    | 12º     |       |
| 18º  | 5  | Niccolò Antonelli   | Ecosantagata Althea Racing       | Ducati Panigale V2           | 6    | +10.082   | 14º     |       |
| 19º  | 40 | Simone Corsi        | Renzi Corse                      | Ducati Panigale V2           | 6    | +11.520   | 21º     |       |
| 20º  | 68 | Luke Power          | Motozoo ME AIR Racing            | MV Agusta F3 800 RR          | 6    | +11.600   | 29º     |       |
| 21º  | 19 | Gabriele Giannini   | Taam ProDina Kawasaki            | Kawasaki ZX-6R               | 6    | +11.644   | 22º     |       |
| 22º  | 51 | Anupab Sarmoon      | Yamaha Thailand Racing           | Yamaha YZF R6                | 6    | +11.684   | 23º     |       |
| 23º  | 78 | Hikari Ōkubo        | Vince64 by Puccetti Racing       | Kawasaki ZX-6R               | 6    | +11.879   | 27º     |       |
| 24º  | 22 | Federico Fuligni    | Orelac Verdnatura Racing         | Ducati Panigale V2           | 6    | +12.338   | 19º     |       |
| 25º  | 27 | Kaito Toba          | Petronas MIE Racing Honda        | Honda CBR600RR               | 6    | +12.737   | 26º     |       |
| 26º  | 50 | Ondřej Vostatek     | PTR Triumph                      | Triumph Street Triple RS 765 | 6    | +15.093   | 28º     |       |
| 27º  | 25 | Marcel Brenner      | VIAMO Racing by MTM              | Kawasaki ZX-6R               | 6    | +16.095   | 25º     |       |
| 28º  | 15 | Eugene McManus      | Rokit Haslam Racing              | Ducati Panigale V2           | 6    | +18.747   | 31º     |       |
| 29º  | 89 | Khairul Idham Pawi  | Petronas MIE Racing Honda        | Honda CBR600RR               | 6    | +18.927   | 32º     |       |
| 30º  | 39 | Krittapat Keankum   | Yamaha Thailand Racing           | Yamaha YZF R6                | 6    | +19.212   | 30º     |       |
| 31º  | 3  | Raffaele De Rosa    | QJ Motor Factory Racing          | QJ Motor SRK 800 RR          | 6    | +21.033   | 33º     |       |
| 32º  | 99 | Adrián Huertas      | Aruba.it Racing - Ducati         | Ducati Panigale V2           | 6    | +23.270   | 1º      |       |

### Non classificato
| Nº | Pilota     | Squadra         | Motocicletta       | Giri | Tempo     | Griglia |
| -- | ---------- | --------------- | ------------------ | ---- | --------- | ------- |
| 66 | Niki Tuuli | EAB Racing Team | Ducati Panigale V2 | 6    | +1'05.495 | 11º     |

### Ritirato
| Nº | Pilota             | Squadra                         | Motocicletta       | Giri | Griglia |
| -- | ------------------ | ------------------------------- | ------------------ | ---- | ------- |
| 74 | Piotr Biesiekirski | Ecosantagata Althea Racing Team | Ducati Panigale V2 | 0    | [ 16 ]  |

## Supersport 300 gara 1

### Arrivati al traguardo
| Pos. | Nº | Pilota              | Squadra                               | Motocicletta       | Giri | Tempo     | Griglia | Punti |
| ---- | -- | ------------------- | ------------------------------------- | ------------------ | ---- | --------- | ------- | ----- |
| 1º   | 1  | Jeffrey Buis        | Freudenberg KTM-Paligo Racing         | KTM RC 390 R       | 12   | 23'19.056 | 11º     | 25    |
| 2º   | 57 | Aldi Satya Mahendra | BrCorse                               | Yamaha YZF-R3      | 12   | +0.040    | 14º     | 20    |
| 3º   | 23 | Samuel Di Sora      | Arco Motor University                 | Yamaha YZF-R3      | 12   | +0.227    | 6º      | 16    |
| 4º   | 53 | Petr Svoboda        | Fusport-RT Motorsport by SKM-Kawasaki | Kawasaki Ninja 400 | 12   | +0.298    | 7º      | 13    |
| 5º   | 7  | Loris Veneman       | MTM Kawasaki                          | Kawasaki Ninja 400 | 12   | +0.549    | 13º     | 11    |
| 6º   | 26 | Mirko Gennai        | MTM Kawasaki                          | Kawasaki Ninja 400 | 12   | +0.600    | 9º      | 10    |
| 7º   | 20 | Marc García         | China Racing                          | Kove 321RR         | 12   | +0.976    | 20º     | 9     |
| 8º   | 17 | Ruben Bijman        | Flembbo-PL Performances               | Kawasaki Ninja 400 | 12   | +1.000    | 19º     | 8     |
| 9º   | 43 | Marco Gaggi         | BrCorse                               | Yamaha YZF-R3      | 12   | +1.099    | 17º     | 7     |
| 10º  | 4  | Emanuele Cazzaniga  | Racestar                              | Yamaha YZF-R3      | 12   | +1.429    | 22º     | 6     |
| 11º  | 31 | Elia Bartolini      | Yamaha Motoxracing                    | Yamaha YZF-R3      | 12   | +1.500    | 28º     | 5     |
| 12º  | 38 | David Salvador      | MS Racing                             | Yamaha YZF-R3      | 12   | +1.709    | 16º     | 4     |
| 13º  | 58 | Iñigo Iglesias      | Fusport-RT Motorsport by SKM-Kawasaki | Kawasaki Ninja 400 | 12   | +2.970    | 10º     | 3     |
| 14º  | 91 | Matteo Vannucci     | AG Motorsport Italia Yamaha           | Yamaha YZF-R3      | 12   | +10.786   | 2º      | 2     |
| 15º  | 62 | Kevin Fontainha     | Yamaha MS Racing/AD78 Latin America   | Yamaha YZF-R3      | 12   | +21.069   | 15º     | 1     |
| 16º  | 24 | Michael Agazzi      | MS Racing                             | Yamaha YZF-R3      | 12   | +21.124   | 32º     |       |
| 17º  | 41 | Raffaele Tragni     | AG Motorsport Italia Yamaha           | Yamaha YZF-R3      | 12   | +21.194   | 21º     |       |
| 18º  | 71 | Iván Hernández      | Deza-Box 77 Racing                    | Kawasaki Ninja 400 | 12   | +21.535   | 30º     |       |
| 19º  | 25 | Mattia Martella     | Kawasaki GP Project                   | Kawasaki Ninja 400 | 12   | +21.656   | 29º     |       |
| 20º  | 80 | Gustavo Manso       | Yamaha MS Racing/AD78 Latin America   | Yamaha YZF-R3      | 12   | +21.693   | 27º     |       |
| 21º  | 29 | Giacomo Zannini     | ProDina Kawasaki Racing               | Kawasaki Ninja 400 | 12   | +26.224   | 31º     |       |
| 22º  | 77 | José Osuna Sáez     | Deza-Box 77 Racing                    | Kawasaki Ninja 400 | 12   | +26.772   | 18º     |       |
| 23º  | 11 | Filip Novotny       | Accolade Smrž Racing BGR              | Kawasaki Ninja 400 | 12   | +30.582   | 25º     |       |
| 24º  | 27 | Christopher Clark   | Accolade Smrž Racing BGR              | Kawasaki Ninja 400 | 12   | +46.005   | 33º     |       |
| 25º  | 47 | Fenton Seabright    | Kawasaki GP Project                   | Kawasaki Ninja 400 | 12   | +54.775   | 24º     |       |
| 26º  | 9  | Emiliano Ercolani   | Yamaha Motoxracing                    | Yamaha YZF-R3      | 9    | +3 giri   | 23º     |       |

### Ritirati
| Nº | Pilota                | Squadra                       | Motocicletta       | Giri | Griglia |
| -- | --------------------- | ----------------------------- | ------------------ | ---- | ------- |
| 56 | Galang Hendra Pratama | ProGP Racing                  | Yamaha YZF-R3      | 11   | 12º     |
| 85 | Kevin Sabatucci       | Flembbo-PL Performances       | Kawasaki Ninja 400 | 9    | 3º      |
| 55 | Unai Calatayud        | Arco Motor University         | Yamaha YZF-R3      | 8    | 8º      |
| 88 | Daniel Mogeda         | Team #109 Kawasaki            | Kawasaki Ninja 400 | 8    | 1º      |
| 48 | Julio García          | China Racing                  | Kove 321RR         | 2    | 4º      |
| 8  | Bruno Ieraci          | ProDina Kawasaki Racing       | Kawasaki Ninja 400 | 1    | 5º      |
| 66 | Phillip Tonn          | Freudenberg KTM-Paligo Racing | KTM RC 390 R       | 0    | 26º     |

## Supersport 300 gara 2

### Arrivati al traguardo
| Pos. | Nº | Pilota                | Squadra                               | Motocicletta       | Giri | Tempo     | Griglia | Punti |
| ---- | -- | --------------------- | ------------------------------------- | ------------------ | ---- | --------- | ------- | ----- |
| 1º   | 58 | Iñigo Iglesias        | Fusport-RT Motorsport by SKM-Kawasaki | Kawasaki Ninja 400 | 12   | 23'24.866 | 15º     | 25    |
| 2º   | 48 | Julio García          | China Racing                          | Kove 321RR         | 12   | +0.064    | 10º     | 20    |
| 3º   | 8  | Bruno Ieraci          | ProDina Kawasaki Racing               | Kawasaki Ninja 400 | 12   | +0.116    | 13º     | 16    |
| 4º   | 88 | Daniel Mogeda         | Team #109 Kawasaki                    | Kawasaki Ninja 400 | 12   | +0.143    | 11º     | 13    |
| 5º   | 53 | Petr Svoboda          | Fusport-RT Motorsport by SKM-Kawasaki | Kawasaki Ninja 400 | 12   | +0.264    | 3º      | 11    |
| 6º   | 55 | Unai Calatayud        | Arco Motor University                 | Yamaha YZF-R3      | 12   | +0.573    | 5º      | 10    |
| 7º   | 56 | Galang Hendra Pratama | ProGP Racing                          | Yamaha YZF-R3      | 12   | +0.600    | 17º     | 9     |
| 8º   | 57 | Aldi Satya Mahendra   | BrCorse                               | Yamaha YZF-R3      | 12   | +0.626    | 7º      | 8     |
| 9º   | 23 | Samuel Di Sora        | Arco Motor University                 | Yamaha YZF-R3      | 12   | +0.644    | 4º      | 7     |
| 10º  | 43 | Marco Gaggi           | BrCorse                               | Yamaha YZF-R3      | 12   | +0.937    | 8º      | 6     |
| 11º  | 17 | Ruben Bijman          | Flembbo-PL Performances               | Kawasaki Ninja 400 | 12   | +0.980    | 2º      | 5     |
| 12º  | 26 | Mirko Gennai          | MTM Kawasaki                          | Kawasaki Ninja 400 | 12   | +1.000    | 14º     | 4     |
| 13º  | 77 | José Osuna Sáez       | Deza-Box 77 Racing                    | Kawasaki Ninja 400 | 12   | +1.733    | 9º      | 3     |
| 14º  | 47 | Fenton Seabright      | Kawasaki GP Project                   | Kawasaki Ninja 400 | 12   | +1.734    | 24º     | 2     |
| 15º  | 7  | Loris Veneman         | MTM Kawasaki                          | Kawasaki Ninja 400 | 12   | +1.847    | 18º     | 1     |
| 16º  | 38 | David Salvador        | MS Racing                             | Yamaha YZF-R3      | 12   | +1.900    | 20º     |       |
| 17º  | 1  | Jeffrey Buis          | Freudenberg KTM-Paligo Racing         | KTM RC 390 R       | 12   | +1.946    | 16º     |       |
| 18º  | 20 | Marc García           | China Racing                          | Kove 321RR         | 12   | +2.567    | 1º      |       |
| 19º  | 91 | Matteo Vannucci       | AG Motorsport Italia Yamaha           | Yamaha YZF-R3      | 12   | +2.612    | 12º     |       |
| 20º  | 62 | Kevin Fontainha       | Yamaha MS Racing/AD78 Latin America   | Yamaha YZF-R3      | 12   | +5.304    | 19º     |       |
| 21º  | 31 | Elia Bartolini        | Yamaha Motoxracing                    | Yamaha YZF-R3      | 12   | +7.905    | 28º     |       |
| 22º  | 71 | Iván Hernández        | Deza-Box 77 Racing                    | Kawasaki Ninja 400 | 12   | +7.926    | 30º     |       |
| 23º  | 4  | Emanuele Cazzaniga    | Racestar                              | Yamaha YZF-R3      | 12   | +14.183   | 22º     |       |
| 24º  | 11 | Filip Novotny         | Accolade Smrž Racing BGR              | Kawasaki Ninja 400 | 12   | +20.293   | 25º     |       |
| 25º  | 41 | Raffaele Tragni       | AG Motorsport Italia Yamaha           | Yamaha YZF-R3      | 12   | +21.298   | 21º     |       |
| 26º  | 25 | Mattia Martella       | Kawasaki GP Project                   | Kawasaki Ninja 400 | 12   | +20.324   | 29º     |       |
| 27º  | 24 | Michael Agazzi        | MS Racing                             | Yamaha YZF-R3      | 12   | +21.039   | 32º     |       |
| 28º  | 29 | Giacomo Zannini       | ProDina Kawasaki Racing               | Kawasaki Ninja 400 | 12   | +32.958   | 31º     |       |
| 29º  | 66 | Phillip Tonn          | Freudenberg KTM-Paligo Racing         | KTM RC 390 R       | 12   | +33.010   | 26º     |       |
| 30º  | 27 | Christopher Clark     | Accolade Smrž Racing BGR              | Kawasaki Ninja 400 | 12   | +33.024   | 33º     |       |
| 31º  | 80 | Gustavo Manso         | Yamaha MS Racing/AD78 Latin America   | Yamaha YZF-R3      | 12   | +57.607   | 27º     |       |

### Ritirati
| Nº | Pilota            | Squadra                 | Motocicletta       | Giri | Griglia |
| -- | ----------------- | ----------------------- | ------------------ | ---- | ------- |
| 85 | Kevin Sabatucci   | Flembbo-PL Performances | Kawasaki Ninja 400 | 11   | 6º      |
| 9  | Emiliano Ercolani | Yamaha Motoxracing      | Yamaha YZF-R3      | 7    | 23º     |